# PGC 10415
LEDA/PGC 10415 ist eine Balken-Spiralgalaxie vom Hubble-Typ SBab im Sternbild Horologium am Südsternhimmel. Sie ist schätzungsweise 243 Millionen Lichtjahre von der Milchstraße entfernt. Gemeinsam mit NGC 1031 und NGC 1136 bildet sie die Galaxiengruppe "LGG 74".
Die Supernovae SN 2013fc (Typ IIn) und SN 2014eg (Typ Iapec) wurden hier beobachtet.

## ESO 154-10-Gruppe (LGG 74)
| Galaxie   | Alternativname | Entfernung/Mio. Lj |
| --------- | -------------- | ------------------ |
| PGC 10415 | ESO 154-10     | 243                |
| NGC 1031  | PGC 9907       | 244                |
| NGC 1136  | PGC 10807      | 244                |